# Federico Sáiz
Federico Sáiz Villegas znany jako Fede (ur. 14 października 1912 w Molledo, zm. 24 kwietnia 1989 w Kantabrii) – hiszpański piłkarz, reprezentant kraju, grający na pozycji pomocnika.

## Kariera klubowa
Fede przygodę z futbolem rozpoczął w 1930 w klubie Deportivo Alavés. Zawodnikiem Deportivo był przez 2 sezony, 32 razy reprezentując jego barwy. Następnie zaliczył krótki epizod w baskijskim Real Sociedad. 
W 1932 przeszedł do Sevilli, w którym to klubie dwa razy zdobył Puchar Króla w sezonach 1934/35 i 1938/39. Przez 9 lat gry w ekipie z Andaluzji zagrał w 91 spotkaniach, w których strzelił jedną bramkę. W 1941 zakończył karierę piłkarską.
| Sezon   | Klub             | Kraj      | Rozgrywki        | Mecze | Bramki |
| ------- | ---------------- | --------- | ---------------- | ----- | ------ |
| 1930/31 | Deportivo Alavés | Hiszpania | Primera División | 16    | 0      |
| 1931/32 | Deportivo Alavés | Hiszpania | Primera División | 16    | 0      |
| 1932/33 | Real Sociedad    | Hiszpania | Primera División |       |        |
| 1932/33 | Sevilla FC       | Hiszpania | Segunda División | 16    | 0      |
| 1933/34 | Sevilla FC       | Hiszpania | Segunda División | 16    | 1      |
| 1934/35 | Sevilla FC       | Hiszpania | Primera División | 13    | 0      |
| 1935/36 | Sevilla FC       | Hiszpania | Primera División | 14    | 0      |
| 1936/37 |                  | Hiszpania |                  |       |        |
| 1937/38 |                  | Hiszpania |                  |       |        |
| 1938/39 |                  | Hiszpania |                  |       |        |
| 1939/40 | Sevilla FC       | Hiszpania | Primera División | 18    | 0      |
| 1940/41 | Sevilla FC       | Hiszpania | Primera División | 14    | 0      |

## Kariera reprezentacyjna
Fede w reprezentacji zadebiutował 11 marca 1934 w wygranym 9:0 spotkaniu eliminacji do Mistrzostw Świata z Portugalią. W maju tego samego roku został powołany na Mundial. Wystąpił w spotkaniu z reprezentacją Włoch, zremisowanym 1:1. 
Razem z drużyną osiągnął na tamtym turnieju ćwierćfinał. Mecz z Włochami był jego ostatnim w drużynie narodowej, dla której łącznie wystąpił 3 razy.
| Mecze i gole w reprezentacji | Mecze i gole w reprezentacji | Mecze i gole w reprezentacji | Mecze i gole w reprezentacji | Mecze i gole w reprezentacji | Mecze i gole w reprezentacji | Mecze i gole w reprezentacji |
| #                            | Data                         | Miasto                       | Przeciwnik                   | Gol                          | Wynik                        | Rozgrywki                    |
| ---------------------------- | ---------------------------- | ---------------------------- | ---------------------------- | ---------------------------- | ---------------------------- | ---------------------------- |
| 1.                           | 11.03.1934                   | Madryt                       | Portugalia                   |                              | 9:0                          | El. MŚ 1934                  |
| 2.                           | 18.03.1934                   | Lizbona                      | Portugalia                   |                              | 2:1                          | El. MŚ 1934                  |
| 3.                           | 31.05.1934                   | Florencja                    | Włochy                       |                              | 0:1                          | MŚ 1934                      |

## Sukcesy
Sevilla FC
- Puchar Króla (2): 1934/35, 1938/39